# Cornelis Docter
Cornelis Docter (Rotterdam, 17 juli 1925 – Etten-Leur, 1 april 2006), vooral bekend als Cor Docter, was een Nederlandse schrijver die voornamelijk detectiveromans publiceerde.

## Loopbaan
Docter schreef 132 romans. Zijn 80 detectiveromans verschenen onder het pseudoniem Francis Hobart, 34 avonturenromans verschenen onder de naam Sidney Spring en 14 onder de naam Salem Pinto. Hij publiceerde  streekromans en damesromans onder de pseudoniemen Ria van Rooijen en Gitta de Regt.
Onder zijn eigen naam schreef hij onder meer de tekst bij 50 afbeeldingen van schilderijen van Pieter van den Doel in het boek 'Kleurrijk Rotterdam', met herinneringen aan het nog gave Rotterdam van voor het bombardement in 1940. Zijn magnum opus verscheen in 1997 met een boek over de geschiedenis van de Nederlandse misdaadroman: 'Grossiers in moord & doodslag - veelschrijvers in Nederland en Vlaanderen'. In datzelfde jaar was hij lid van de jury van de literatuurprijs voor het spannende boek De Gouden Strop. 
Cor Docter maakte samen met Bartel van Leeuwen ook de krantenstrip Brammetje Fok. Die verscheen vanaf 1964 in de Haagse Courant en later ook in de Gooi- en Eemlander en Tubantia.  
Het werk van Cor Docter is vaak vertaald.

## Pseudoniemen
De bekende pseudoniemen van Cor Docter zijn:
- Mieke Brandt
- Ted van Galen
- Francis Hobart
- Carolus Kassandra
- Tonny Leenders
- Salem Pinto
- Gitta de Regt
- Sidney Spring